# Warren Frost
Warren Frost (Newburyport, Massachusetts, 1925. június 5. – Middlebury, Vermont, 2017. február 17.) amerikai színész.

## Filmjei

### Mozifilmek
- War of the Colossal Beast (1958)
- The Mating Game Secretary (1959)
- Egy csókkal kezdődött (It Started with a Kiss) (1959)
- Az ötös számú vágóhíd (Slaughterhouse-Five) (1972)
- Satan's Touch (1984)
- Apáca show 2. – Újra virul a fityula (Sister Act 2: Back in the Habit) (1993)
- Twin Peaks: The Missing Pieces (2014)

### Tv-filmek
- So Produly We Hail (1990)
- Psycho 4: Ahogyan kezdődött (Psycho IV: The Beginning) (1990)
- An Inconvenient Woman (1991)
- Tévedés (False Arrest) (1991)
- Árnyék a napon (Fugitive Nights: Danger in the Desert) (1993)
- Végítélet (The Stand) (1994)

### Tv-sorozatok
- The Gray Ghost, a The Missing Colonel epizódban (1957)
- Goodyear Television Playhouse, a The Princess Back Home epizódban (1957)
- Death Valley Days, a The Calico Dog epizódban (1957)
- Navy Log, a The Butchers of Kapsan epizódban (1958)
- The Silent Service, a The Story of the U.S.S. Aspro epizódban (1958)
- Suspicion, a The Way Up to Heaven epizódban (1958)
- Studio One, a The Desperate Age epizódban (1958)
- The Gale Storm Show: Oh! Susanna, a You Gotta Have Charm epizódban (1958)
- Make Room for Daddy, a The Reunion epizódban (1958)
- Playhouse 90, a Seven Against the Wall és a Made in Japan epizódokban (1958, 1959)
- Perry Mason, a The Case of the Nimble Nephew epizódban (1960)
- Tattingers, a Death and Taxis epizódban (1988)
- Quantum Leap – Az időutazó (Quantum Leap), a Honeymoon Express epizódban (1989)
- A szépség és a szörnyeteg (Beauty and the Beast), a Though Lovers Be Lost… epizódban (1989)
- L.A. Law, a New Kidney on the Block epizódban (1990)
- Twin Peaks (1990–1991: 30 epizódban, 2017: egy epizódban)
- Get a Life, a Health Inspector epizódban (1991)
- Civil Wars, a Have Gun, Will Unravel epizódban (1991)
- Intruderek – Egy új faj születik (Intruders) (1992, két epizódban)
- Seinfeld (1992–1998, öt epizódban)
- The Byrds of Paradise (1994, öt epizódban)
- The Larry Sanders Show, a Would You Do Me a Favor epizódban (1994)
- Grace Under Fire, a No Money Down epizódban (1995)
- Matlock (1991–1995, 18 epizódban)
- Murder One, a Chapter Five epizódban (1995)
- The John Larroquette Show, a The Master Class epizódban (1996)

## További információ
- Warren Frost a PORT.hu-n (magyarul)
- Warren Frost az Internetes Szinkronadatbázisban (magyarul)
- Warren Frost az Internet Movie Database-ben (angolul)
- Warren Frost a Rotten Tomatoeson (angolul)